# Замостянський район
Замостянський район — колишній район міста Вінниці, розташований на лівому березі Південного Бугу, у його північній частині. Утворений у 1972 році. Названий на честь місцевості Замостя. Надалі район розширявся за рахунок мікрорайонів Тяжилів, Хутір Шевченка, Можайка. Ліквідований рішенням Вінницької облради від 14 лютого 2012 року.
У часи соціалістичної індустріалізації найпотужніший промисловий район міста (агрегатний, хімічний, ЕМЗ-45, інструментальний, підшипниковий, авіаційний, радіоламповий заводи), але тепер ці промислові потужності переважно втрачені.
Головні вулиці: проспект Коцюбинського, вулиці: Замостянська, Київська, Академіка Янгеля.
На території колишнього адміністративного району знаходяться:
- педагогічний університет імені Михайла Коцюбинського;
- транспортний коледж;
- центральний міський стадіон;
- залізничний вокзал;
- центральний автовокзал;
- муніципальний ринок.

Тут розташовані понад 2000 підприємств різної форми власності.

## Населення

### Мова
Розподіл населення за рідною мовою за даними перепису 2001 року:
| Мова            | Кількість | Відсоток |
| --------------- | --------- | -------- |
| українська      | 97356     | 85.18%   |
| російська       | 16021     | 14.02%   |
| білоруська      | 79        | 0.07%    |
| вірменська      | 40        | 0.03%    |
| польська        | 17        | 0.02%    |
| єврейська       | 16        | 0.01%    |
| інші/не вказали | 766       | 0.67%    |
| Усього          | 114295    | 100%     |